# كويكب نوع-K

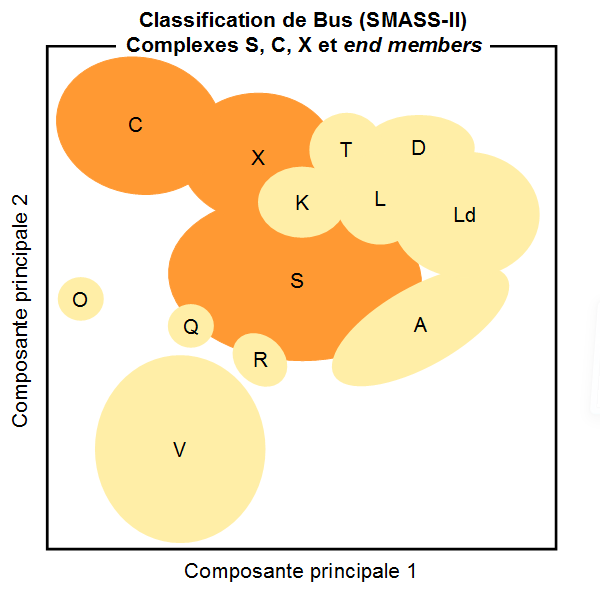
هذا المخطط مستوحى مباشرة من الرسومات المقدمة في الصفحات 72 و73 و74 و75 و76 و83 من Schelte J. تم نشره في عام 1999، في ظل تصنيف جديد منفصل من Bus أو SMASS-II. الرسوم البيانية الأصلية هي عبارة عن نقاط صغيرة تصدر عن تحليل المكونات الأساسية، بحيث لا تمثل علامات الحذف أي طريقة تخطيطية ثلاثية الأبعاد. في دراسة Schelte J. Bus، تم فرض المكون الأساسي 1 ليكون متدرجًا طيفيًا على الشاطئ 0,44-0,92 ميكرومتر. هذا التدرج سلبي على أقصى نطاق للمخطط (منطقة النوع B في المجموعة C)، بالقرب من 0 على مستوى المجموعة V، وهو إيجابي جدًا للمجموعات A وD وLd. في ضوء البيانات الجسدية الموضوعية الأكثر للتفسير بحذر، فإن التدرج لا يتطابق تمامًا مع شبح مستقيم بين نقاطه المتطرفة أو يقدم محورًا أو علامة إغاثة بين هذه النقاط المماثلة. المكون الرئيسي المكون من جهازين يقع على عمق منطقة امتصاص نهائية بعد 0.75 ميكرومتر: لا ينطبق على المجموعات C وX وT وD، وقد يكون ضعيفًا بالنسبة للمجموعات K أو L، ويمكن أن يكون كذلك قوي للمجموعات S أو V. المجموعات الموجودة في مناطق الاسترداد تختلف بفضل المكونات الرئيسية التالية، 3 و4. توفر المجمعات الثلاثة S وC وX تركيزات قوية للغاية (خاصة المنطقة المركزية للمجمع S ومنطقة الاتصال بين المجمعات C وX). Les dix ensembles périphériques (جزء من الأعضاء المؤهلين) تحتوي على تركيزات فاشلة للغاية

الكويكبات من النوع كاي أو (K-type) هو نوع من الكويكبات ذات التواجد القليل نسبياً وطيفها يبدو محمراً بشكل متوسط عند 0.75 ولكنه يبدو مزرقاً بعض الشيء كلما زاد طول الموجة , وهذا النوع له بياض قليل، وطيفها يشابه نيازك الكوندريت.
في تصنيف ثولين تم وسم هذا النوع على أنه كويكب ساكن من النوع أس.
هذا النوع قد تم اقتراحه من قبل جاي أف بيل وزملائه في عام 1988 للأجسام ذات الظحولة المحددة للامتصاص عند 1 مايكروميتر ويبدأ الامتصاص بالانعدام عند 2 مايكروميتر.
تم اكتشاف هذا النوع أثناء دراسة كويكبات العائلة أيوس.